# Sefer Tiktin
Sefer Tiktin (pol. Księga Tykocina) – książka opowiadająca o losach tykocińskich Żydów, wydana w 1959 roku w języku hebrajskim.
"Sefer tiktin" została spisana poprzez opowieści 11 Żydów, pochodzących z Tykocina), którzy w czasie wojny wyjechali do Izraela. Książka stworzona jest w języku hebrajskim i opisuje wspomnienia ludności żydowskiej, która mieszkała przed wojną w Tykocinie. Przybliża wszystkie legendy, kulturę i życie codzienne, jakie miało miejsce od XV wieku do czasów II wojny światowej. Tykocin przed wojną był drugą co do wielkości gminą żydowską w Polsce. "Sefer tiktin" przybliża dla naukowców i badaczy losy Żydów na ziemiach polskich. Jednak książka nie jest łatwo dostępna.
Jedyny egzemplarz w Polsce, znajduje się w Synagodze Wielkiej w Tykocinie, został podarowany w latach 90. XX wieku przez jednego z ocalałych żydów, mieszkających niegdyś w Tykocinie. Fragmenty książki są często używane podczas prac w synagodze. Używane są w czasie świąt jak i również różnych wycieczek z kraju i z zagranicy w celu przybliżenia losów ludności żydowskiej na polskich ziemiach.